# Thagomizer

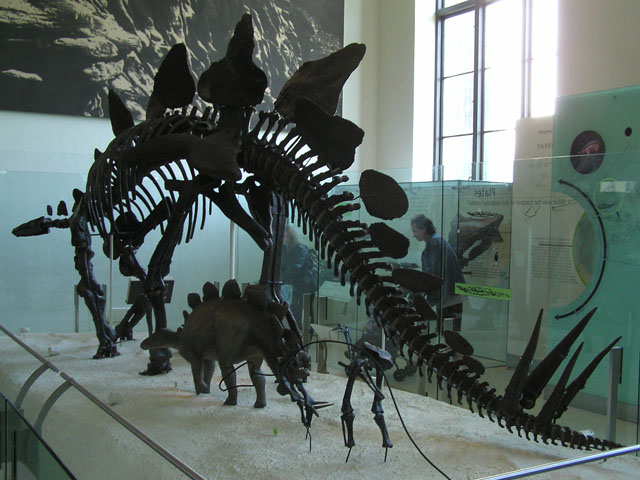
Squelette de stégosaure montrant son « thagomizer » à quatre pointes au musée américain d'histoire naturelle de New-York.

Un « thagomizer » est le nom informel d'un ensemble de 4 à 10 pointes ou piques placées à l'extrémité de la queue des dinosaures de l'infra-ordre des stégosauriens connus sous le nom plus général de stégosaures.
Cet appendice fonctionnait comme une arme de défense contondante que ces herbivores devaient projeter contre leurs prédateurs, à la manière d'une masse d'arme.

## Étymologie et historique

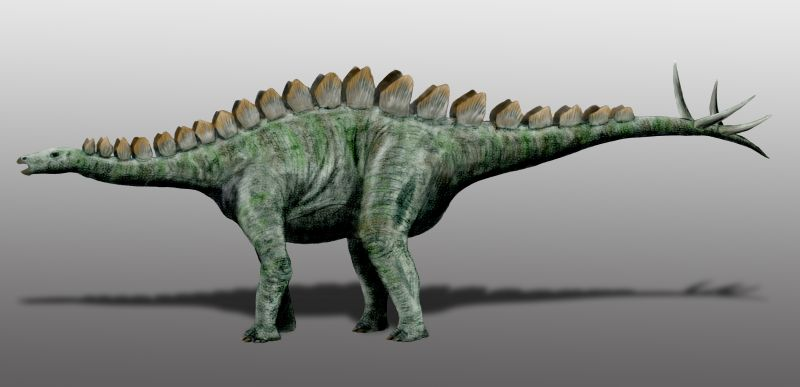
Vue d'artiste d'un stégosauridé : Miragaia avec son « thagomizer ».

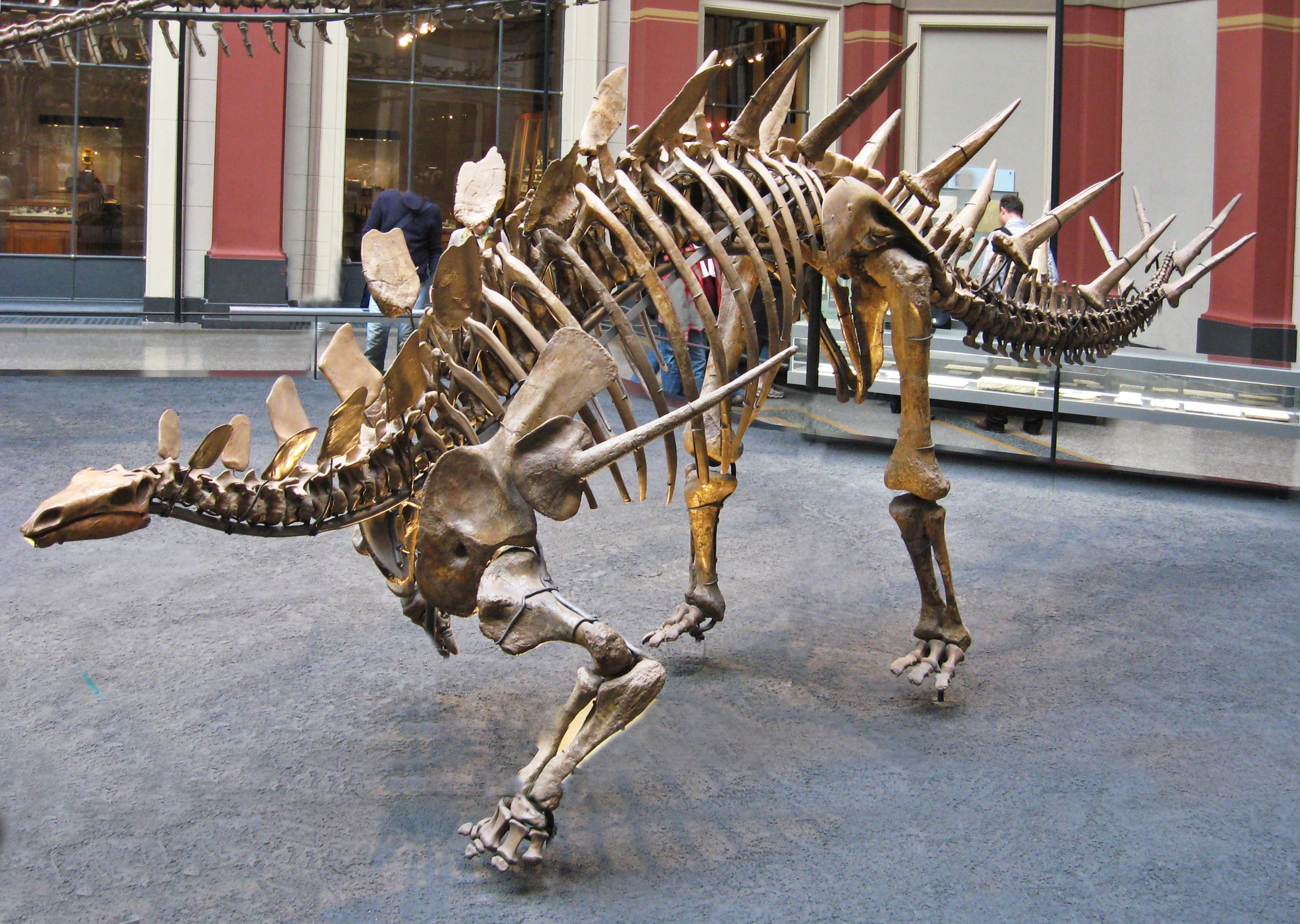
Squelette de Kentrosaurus au Musée d'histoire naturelle de Berlin.

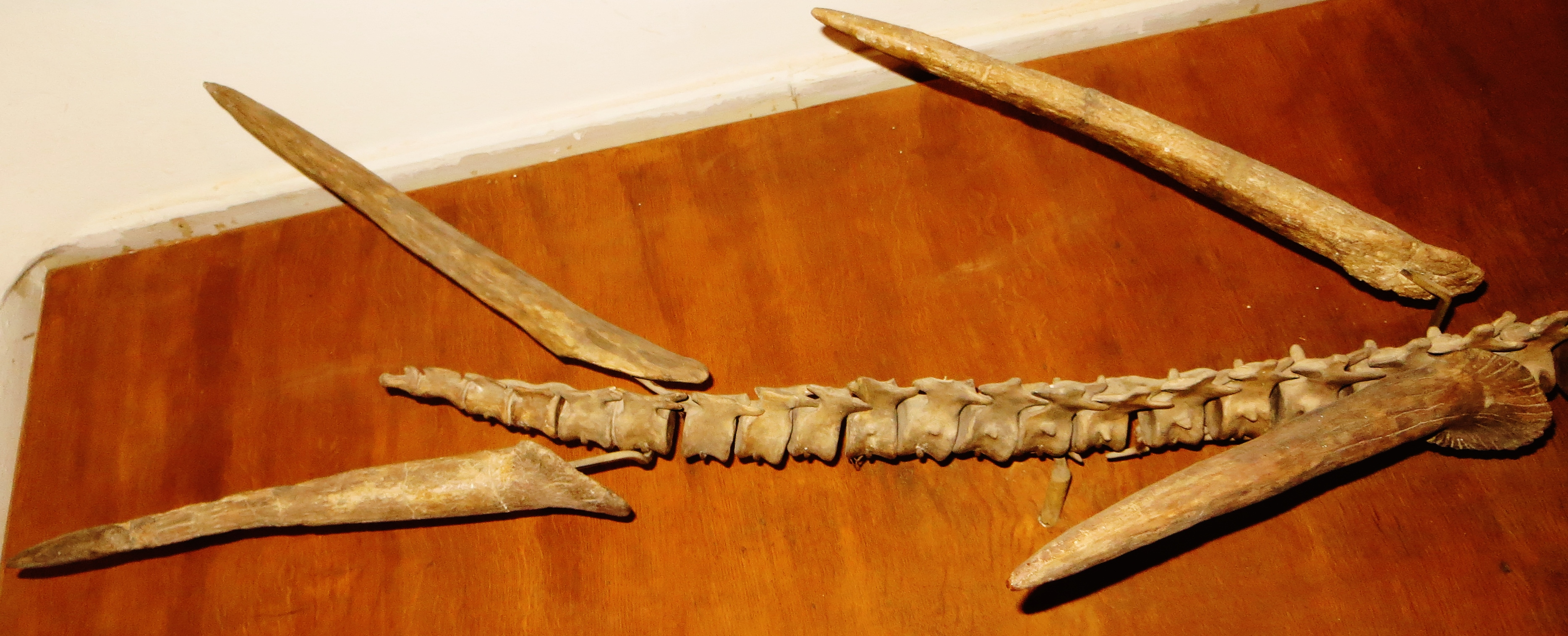
Piques de l'extrémité de la queue de Kentrausaurus formant un « thagomizer ».

Le terme « thagomizer » a été créé en 1982 de façon humoristique par le dessinateur de bande dessinée et d'humour américain Gary Larson, dans The Far Side, série de dessins d'humour absurdes publiée dans le San Francisco Chronicle de 1980 à 1995. Gary Larson montre un groupe d'hommes des cavernes devant un écran de projection, sur lequel un enseignant leur montre le dessin de la queue d'un stégosaure pourvue de quatre piques pointues. Le professeur nomme cette arme un « thagomizer », « en souvenir du défunt Thag Simmons » qui apparemment a été victime du stégosaure, même si, bien sûr, les hommes préhistoriques n'ont jamais coexisté avec les stégosaures qui ont vécu au Jurassique supérieur et au Crétacé inférieur, il y a environ entre 163 et 100 Ma (millions d'années),.
Le terme a été repris en premier par le paléontologue américain Ken Carpenter en 1993 pour décrire un fossile de stégosaure lors d'une réunion de la Society of Vertebrate Paleontology. 
« Thagomizer » est depuis un terme anatomique informel utilisé pour décrire l’extrémité à pointes de la queue des stégosauriens,,.
Il est également utilisé dans l'épisode Fight For Life (saison 1, épisode 4) de la série télévisée documentaire de la BBC Planet Dinosaur.

## Description etpaléobiologie
Les pointes des stégosaures, comme leurs plaques osseuses, n'étaient pas reliées à la colonne vertébrale, mais imbriquées dans une peau épaisse. Les plus grandes pointes de « thagomizer » mesurent jusqu'à 90 centimètres de long.
Parmi les genres les plus célèbres de stégosauriens, Stegosaurus et Kentrosaurus possèdent 4 pointes.
Dans les reproductions de stégosaures les pointes de la queue sont souvent représentées en position verticale. Il existe pourtant chez certains genres des pointes qui sont disposées horizontalement.
L'animal pour se défendre de ses prédateurs, les théropodes, utilisait sa queue comme un fouet dont l'extrémité armée de longues pointes était une arme redoutable. Mallison et al. ont évalué à 50 km/h la vitesse à laquelle un stégosauridé, Kentrosaurus aethiopicus, pouvait projeter sa queue,. 
La preuve de la fonction défensive du « thagomizer » des stégosaures a été fournie par une vertèbre caudale fossile d'un grand carnassier, un théropode du genre Allosaurus, contemporain des stégosauriens au Jurassique supérieur. Celle-ci montre une blessure en partie cicatrisée qui a la forme en creux d'une pointe de Stegosaurus.